# Джон Вінтроп
Джон Вінтроп (англ. Winthrop; 12 січня 1588 — 26 березня 1649) — теолог-конгрегаціоналіст, вчений, релігійний і політичний діяч. Член Лондонського королівського товариства.

## Життєпис
Джон Вінтроп народився в Англії, у містечку Ґротон Манор графстві Суффолк, в сім'ї землевласників Адама та Анни Вінтроп. Коли дядько Джона Вінтропа переїхав до Ірландії, сім'я Вінтропів теж переселилася в Ірландію.
Після закінчення Кембріджського університету Вінтроп присвятив себе юридичній практиці в рідному графстві. За своїми релігійним поглядам Вінтроп належав до пуритан, брав участь у діяльності парламентської опозиції.

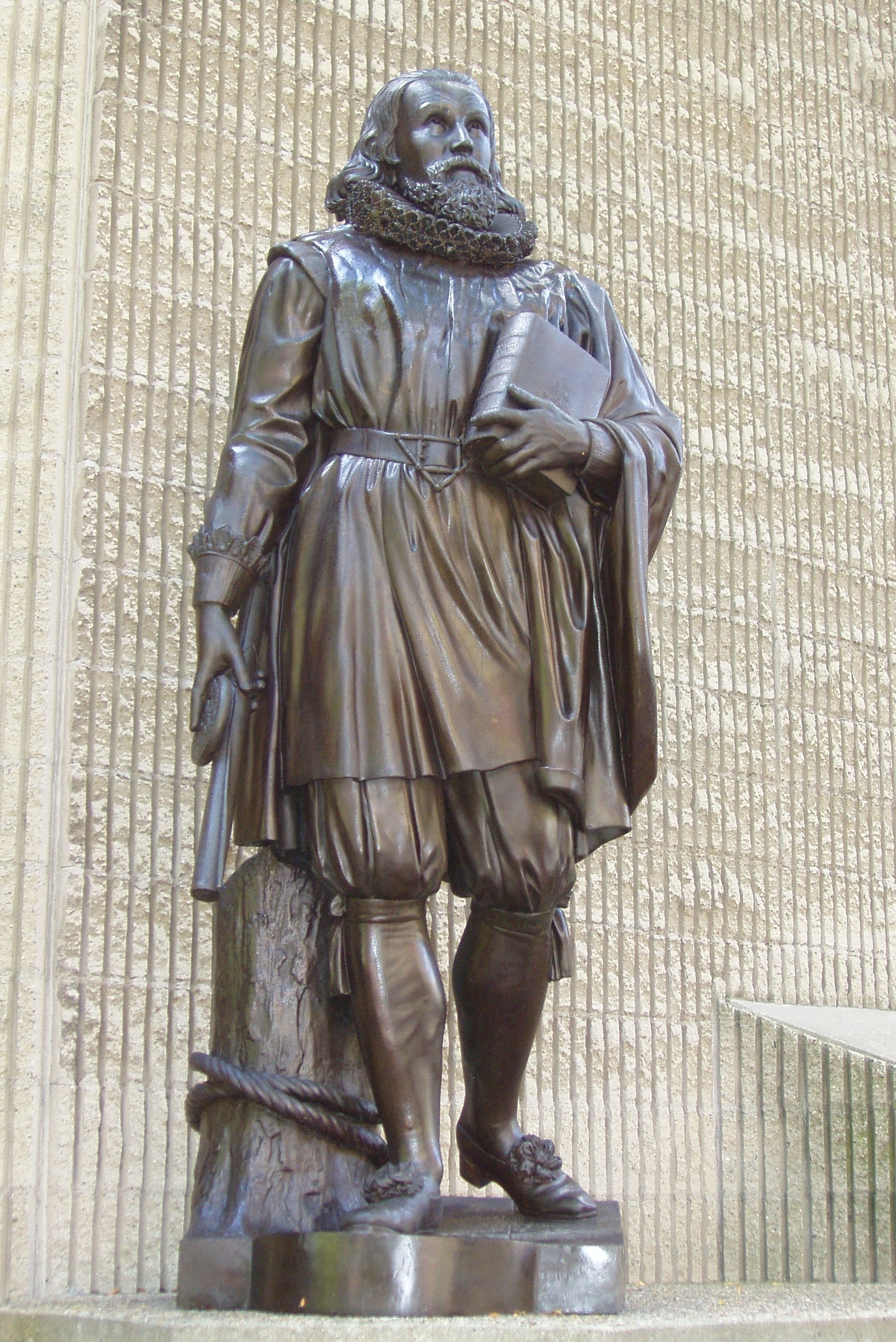
Пам'ятник Вінтропу в Бостоні

У 1618 році Вінтроп успадковував батьківський маєток. До цього часу він вже втретє одружився (дві його перші дружини померли). Почавши самостійне життя, Джон успішно практикував як суддя у себе в графстві, а з 1627 року в Лондоні. Як пуританин значно більш ревний, ніж батько, і як юрист Джон не міг змиритися з існуючими порядками (уряд проводив активну політику підпорядкування суддів своєї влади). Ще у 1624 році Вінтроп входить до числа подавачів петиції, в якій доводилася «необхідність реформ» і наводився список пороків, що панували в усіх областях державного життя (казнокрадство, судова тяганина, довільне оподаткування…). Джон підтримував дружні стосунки з деякими членами парламенту, пуританськими опозиціонерами.
Незважаючи на всі зусилля, в умовах загальної кризи господарки, справи Джона Вінтропа стали занепадати. У нього з'явилися борги. Він змушений був до того ж розділити маєток з трьома дорослими синами. Навесні 1629 року король розпустив парламент, Джон позбувся місця в суді.
Фінансове становище, яке сильно похитнулося, змушувало його шукати радикальний вихід, і його було знайдено у 1629 році, коли Вінтроп з кількома іншими підприємцями вирішив вирушити до Нової Англії. Детально викладаючи свої аргументи на користь цього ризикованого наміру, Вінтроп спирався не тільки на економічні, але й на релігійні аргументи. У 1630 році на чолі експедиції переселенців він перетнув Атлантичний океан, в пошуках місця для «граду на пагорбі», нового досконалого суспільства, що може служити прикладом для решти людства. На новому місці він незабаром був обраний губернатором колонії Массачусетс.

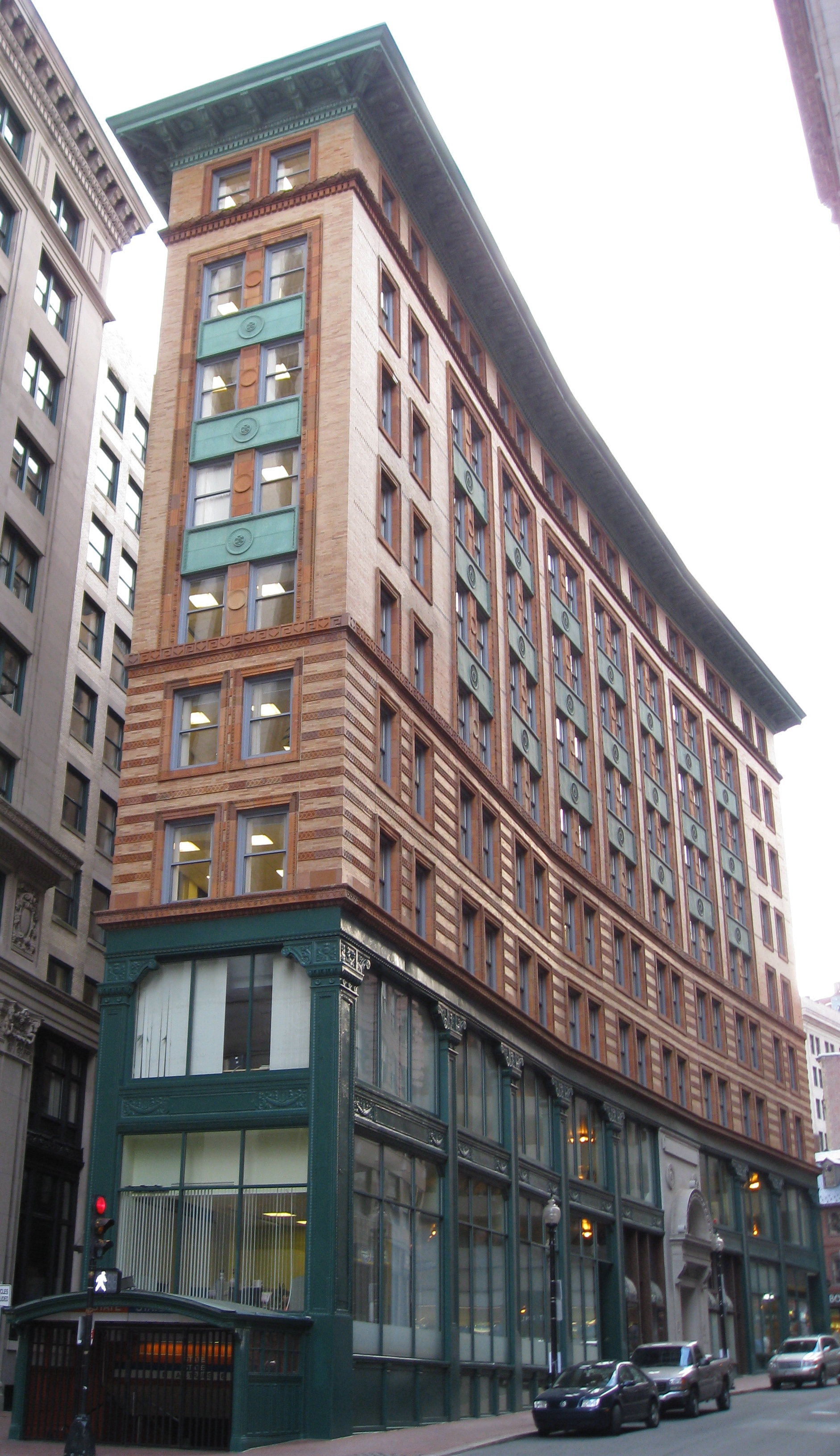
Будівля в Бостоні, названа ім'ям Джона Вінтропа

Однак Новий Світ розкрив Джона Вінтропа не тільки як талановитого лідера, але і як чудового хіміка і вченого. Він проводив ряд експериментів з метою отримання солі з морської води методом випарювання. Джон Вінтроп був з перших засновників металургійного заводу в штаті Массачусетс у 1633 році.
Вінтроп також виявляв інтерес до медицини і успішно займався лікуванням. Під час свого перебування у Новому Світі Джон Вінтроп вів листування з ученими Англії.
Під час відвідання Англії у 1661—1663 роках Вінтроп був обраний членом Лондонського Королівського Товариства. Він також привіз з Нового Світу багато незвичайних рослин, які не могли не зацікавити короля Карла II. Королю так сподобалося одна з дивовижних рослин, що він навіть наказав зробити з її листя подушку. Надалі Джон Вінтроп спеціально привозив з Нового Світу молочай для його величності .
У наукові інтереси Вінтропа також входила астрономія. Він мав телескоп, і коли жив у Гартфорді в 1664 році, спостерігав за зірками. Вінтроп стверджував, що бачив, або думав, що бачив, п'ятий супутник Юпітера. Він повідомив про своє відкриття королівському товариству, але до нього там поставилися скептично. Тільки у вересні 1892 року Едвард Барнард підтвердив існування супутника.

## Вшанування пам'яті
На честь Джона Вінтропа названі міста в США — Вінтроп, штат Массачусетс, та в окрузі Кеннебек, штат Мен. Також на його честь названий Вінтроп-гаус в Гарвардському університеті.
Його ім'ям названі сквери в Бостоні і Кембриджі, а також одна з висотних будівель Бостона. У Бостоні Вінтропу встановлено пам'ятник.
У Новому Лондоні існує чимало місць, які носять ім'я Джона Вінтропа. Його ім'ям названа школа, яка розташована в тому місці, де колись стояв його будинок. Також у Новому Лондоні встановлено пам'ятник Джону Вінтропу.

## Галерея

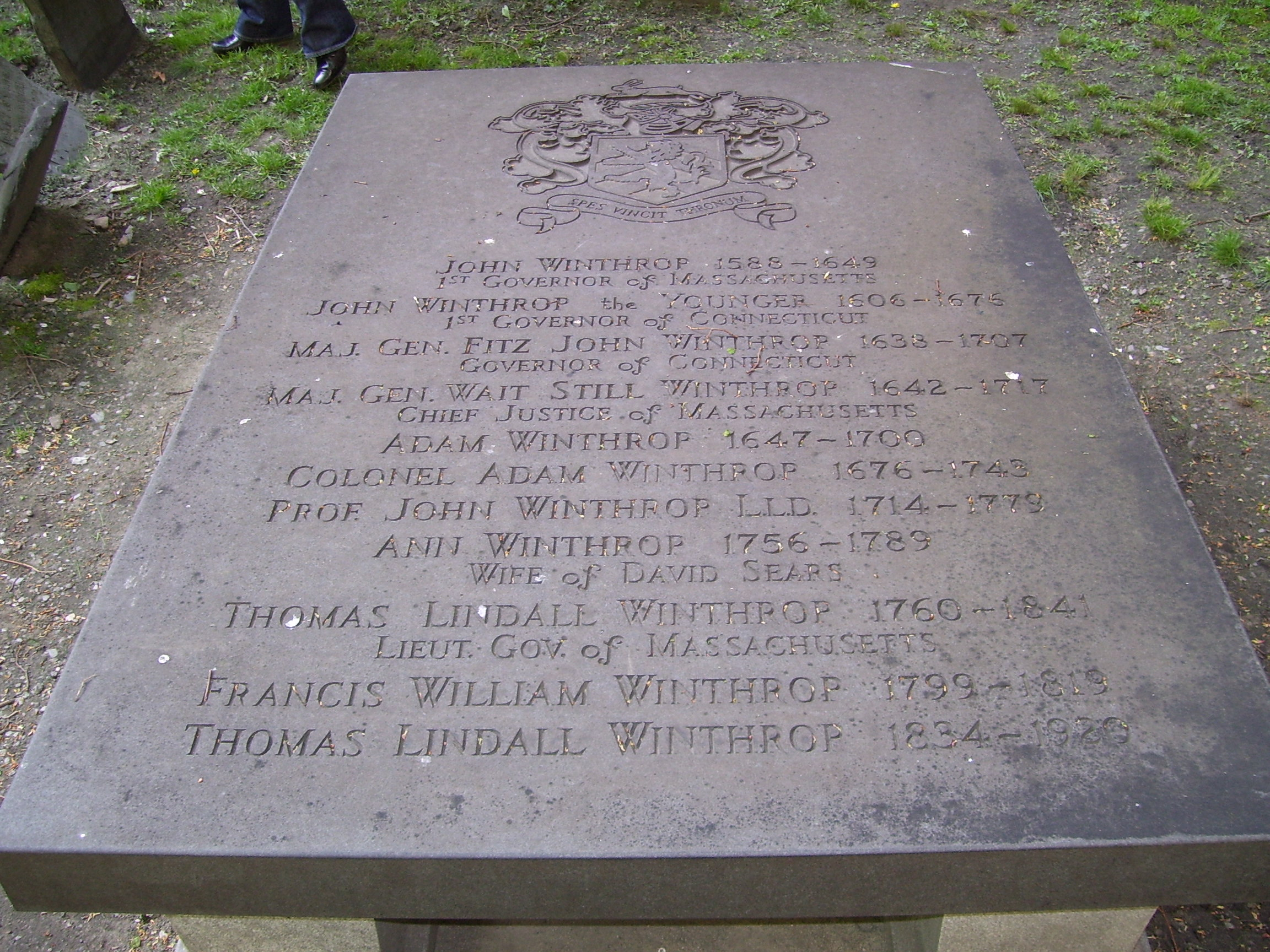
Гробівець Вінтропів в Королівській каплиці поховань
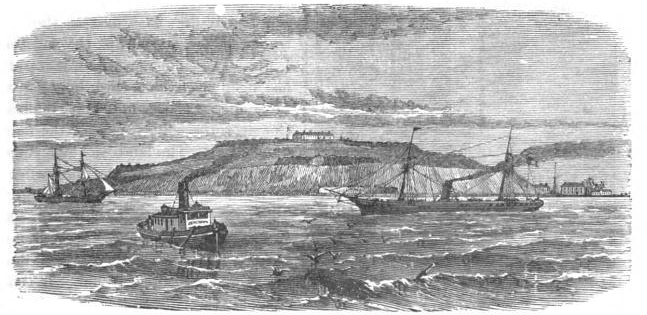
Форт Вінтроп
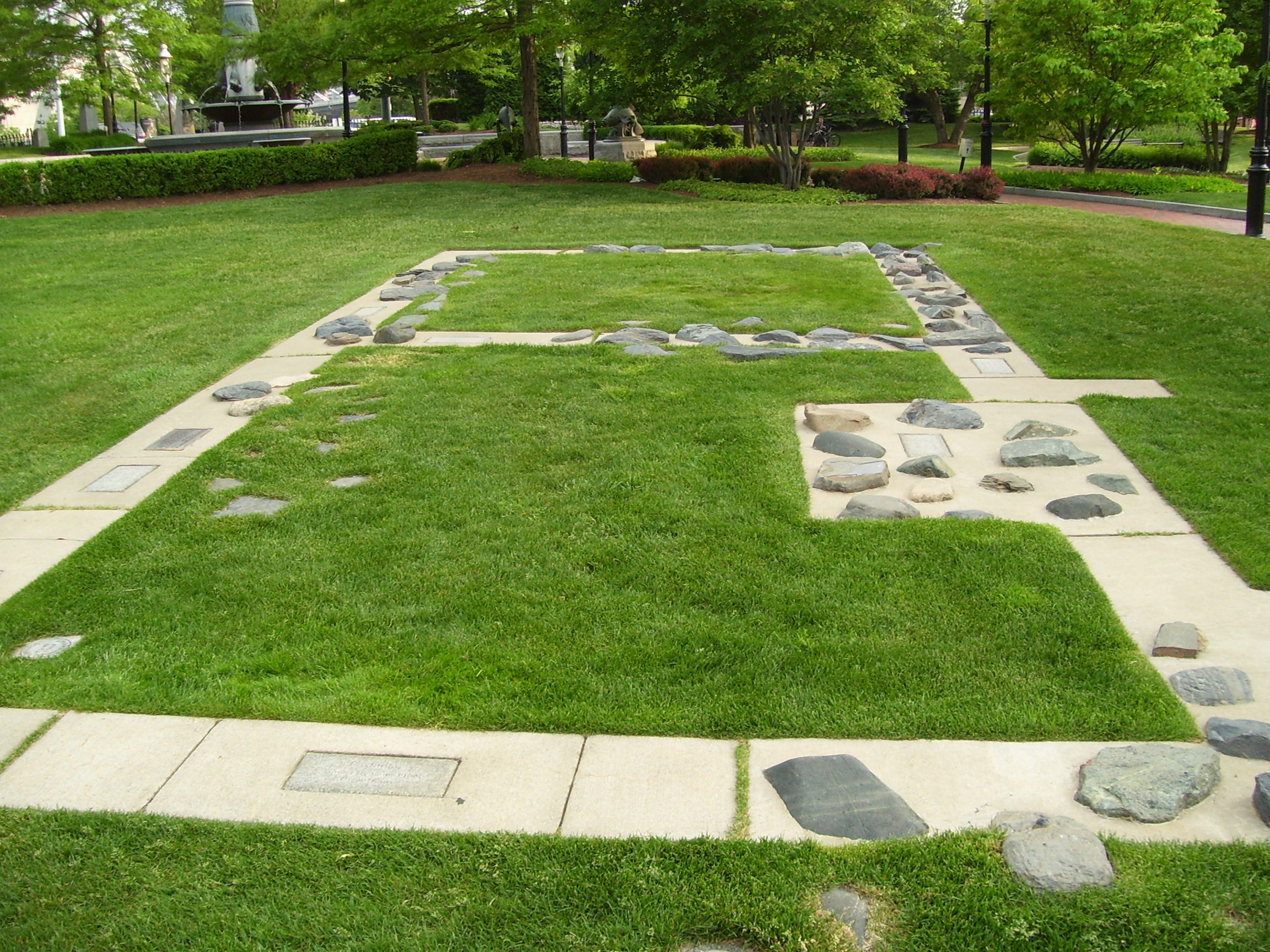
Фундамент будинку Вінтропа в Чарстоні
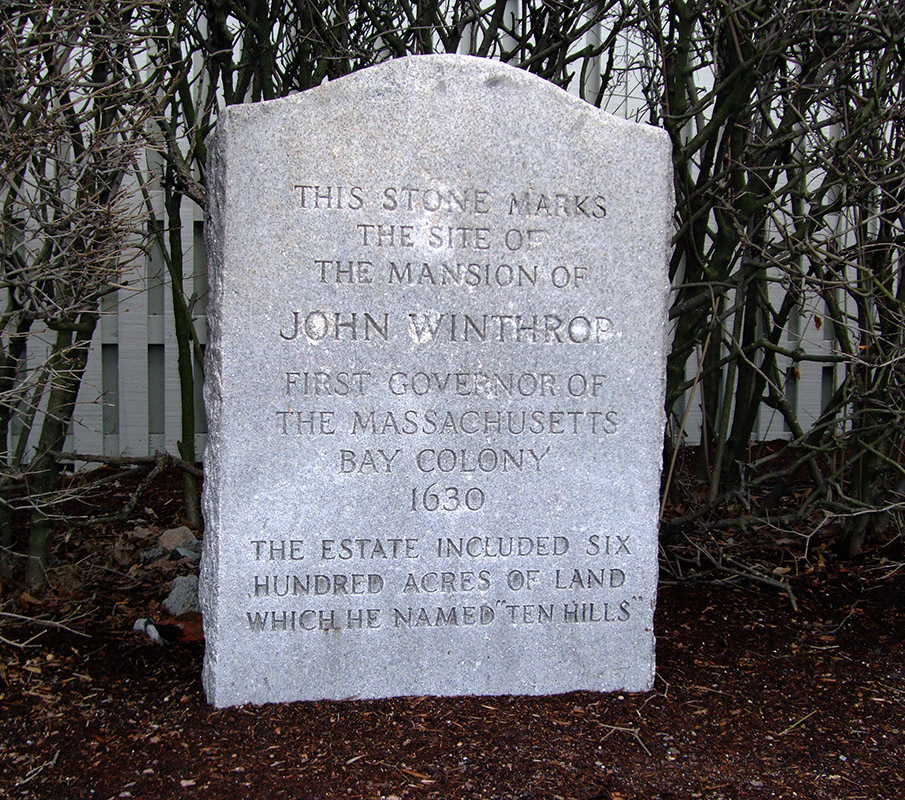
Історичний маркер будинку Джона Вінтропв в Тен-Гіллз, штат Массачусетс
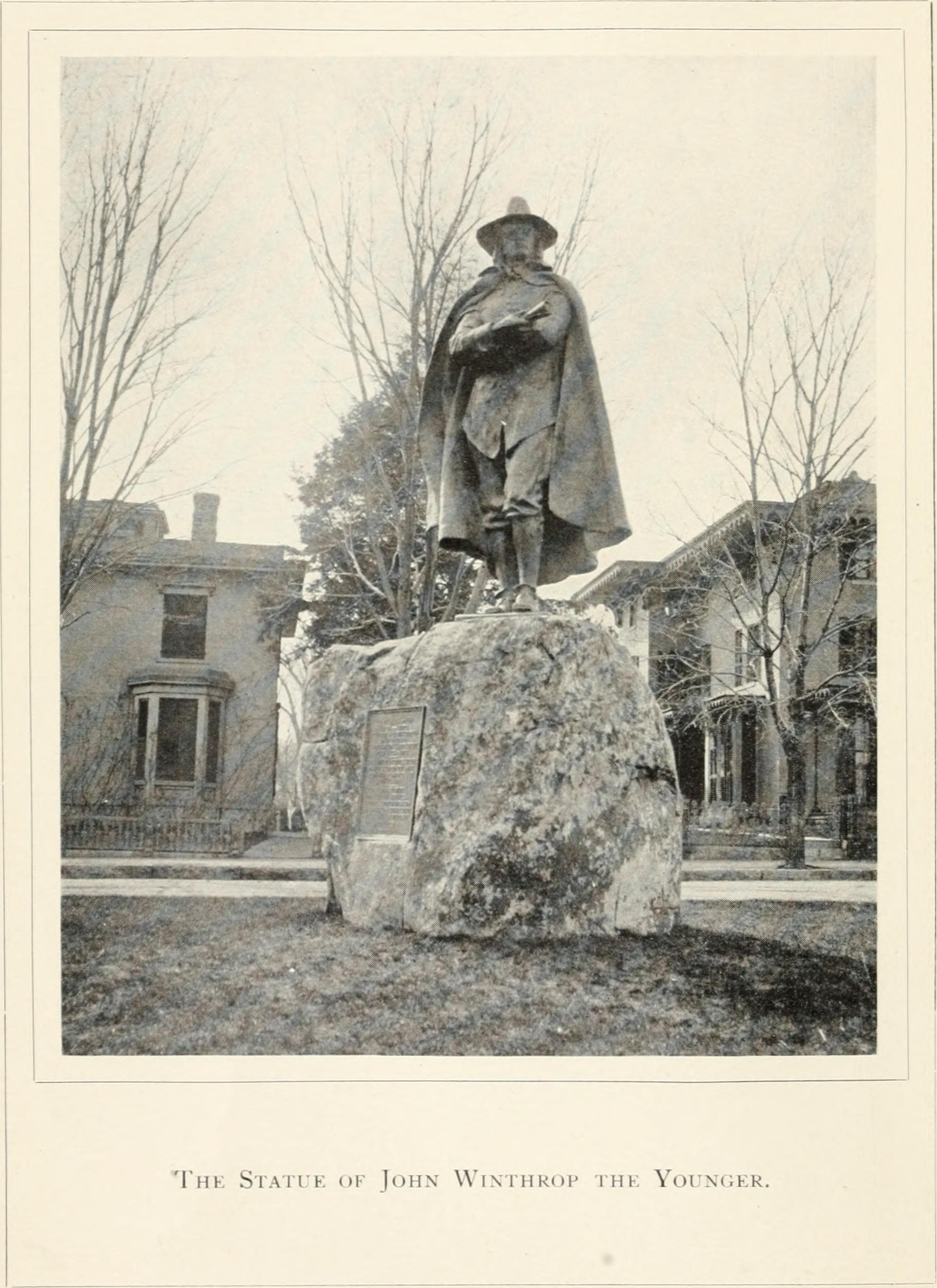
Пам'ятник Джону Вінтропу в Новому Лондоні
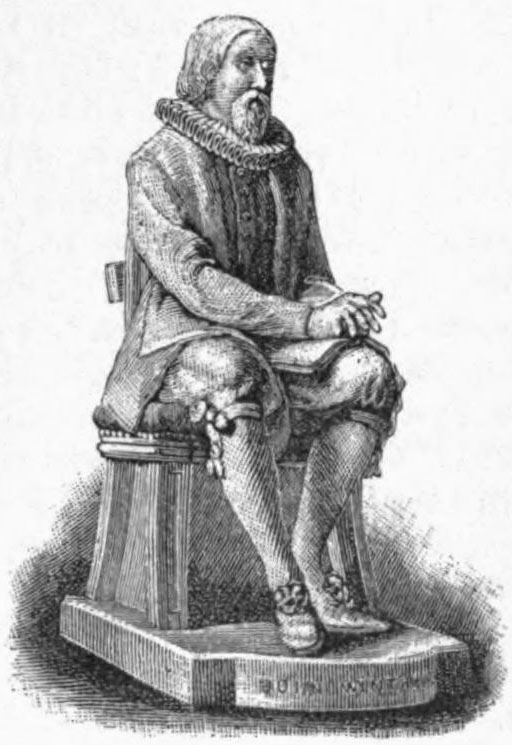
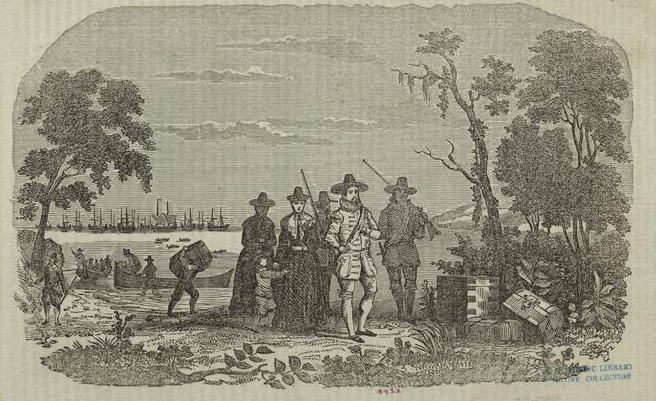
Джон Вінтроп висаджується у Салемі, 1630 рік.